# Peromyscus melanophrys
Peromyscus melanophrys is een zoogdier uit de familie van de Cricetidae. De wetenschappelijke naam van de soort werd voor het eerst geldig gepubliceerd door Coues in 1874.